# أفاتار: آخر مسخر هواء - الأرض المشتعلة
أفاتار: آخر مسخر هواء - الأرض المشتعلة (بالإنجليزية: Avatar: The Last Airbender – The Burning Earth)‏ هي لعبة فيديو من إنتاج 2007 لمنصات وي و‌نينتندو دي إس و‌غيم بوي أدفانس و‌بلاي ستيشن 2 و‌إكس بوكس 360 مقتبسة من مسلسل الرسوم المتحركة أفاتار: آخر مسخر هواء. هذه اللعبة كانت من أواخر الألعاب التي أُصدرت لمنصة غيم بوي أدفانس في أمريكا الشمالية وأوروبا. تبعت هذه اللعبة لعبة أخرى بعنوان أفاتار: آخر مسخر هواء - داخل الجحيم بعد عام تقريبًا.
اللعبة معروفة بسهولة تحقيق إنجاز "1000G" في الإكس بوكس 360، والذي يُفتح بعد 5 دقائق أو أقل.

## روابط خارجية
- أفاتار: آخر مسخر هواء - الأرض المشتعلة على موقع IMDb (الإنجليزية)